# Urbana, Illinois
Urbana är en stad i Champaign County i delstaten Illinois, USA. Urbana är administrativ huvudort (county seat) i Champaign County. Staden är ena halvan av den sammanväxta tvillingstaden Urbana-Champaign. University of Illinois har sitt största campus här.

## Kända personer från Urbana
- Roger Ebert, filmkritiker
- Jennie Garth, skådespelare
- Erika Harold, Miss America 2003
- Robert W. Holley, Nobelpriset i fysiologi eller medicin 1968
- Nina Paley, animatör